# Rudy Gunawan

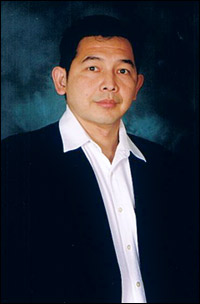
Rudy Gunawan

Rudy Gunawan (* 31. Dezember 1966 in Surakarta, Indonesien, vormals bekannt als Kwee Hong Goan oder Guo Hongyan) ist ein ehemaliger indonesischer Badmintonspieler.

## Sportliche Karriere
Gunawan wurde 1993 Weltmeister im Doppel mit Ricky Subagja, was jedoch mit ihm sein einziger großer Titel war. Alle anderen Erfolge im Herrendoppel errang er mit Eddy Hartono oder Bambang Suprianto. Mit diesen Partnern gewann er die All England, China Open, Indonesia Open, Singapore Open, Dutch Open und die German Open. Im Team war er im Thomas Cup 1994 und 1996 erfolgreich. Bei Olympia 1992 gewann er Silber mit Eddy Hartono.

## Sportliche Erfolge
| Saison    | Veranstaltung     | Disziplin    | Platz | Name                             |
| --------- | ----------------- | ------------ | ----- | -------------------------------- |
| 1989      | Indonesia Open    | Herrendoppel | 1     | Eddy Hartono / Gunawan           |
| 1989      | Dutch Open        | Herrendoppel | 1     | Eddy Hartono / Rudy Gunawan      |
| 1989      | Weltmeisterschaft | Herrendoppel | 3     | Rudy Gunawan / Eddy Hartano      |
| 1989      | All England       | Herrendoppel | 2     | Rudy Gunawan / Tian Bingyi       |
| 1990      | Asienspiele       | Mixed        | 3     | Rudy Gunawan / Rosiana Tendean   |
| 1990      | Singapore Open    | Herrendoppel | 1     | Eddy Hartono / Rudy Gunawan      |
| 1990      | All England       | Herrendoppel | 3     | Eddy Hartono / Rudy Gunawan      |
| 1990      | Asienspiele       | Herrendoppel | 3     | Eddy Hartono / Gunawan           |
| 1990/1991 | German Open       | Herrendoppel | 1     | Eddy Hartono / Rudy Gunawan      |
| 1991      | Thailand Open     | Herrendoppel | 1     | Eddy Hartono / Gunawan           |
| 1991      | Indonesia Open    | Herrendoppel | 2     | Eddy Hartono / Gunawan           |
| 1991      | Dutch Open        | Herrendoppel | 1     | Eddy Hartono / Rudy Gunawan      |
| 1992      | Olympia           | Herrendoppel | 2     | Eddy Hartono / Rudy Gunawan      |
| 1992      | All England       | Herrendoppel | 1     | Rudy Gunawan / Bambang Suprianto |
| 1992      | Indonesia Open    | Herrendoppel | 1     | Eddy Hartono / Gunawan           |
| 1993      | Thailand Open     | Herrendoppel | 1     | Bambang Suprianto / Gunawan      |
| 1993      | Weltmeisterschaft | Herrendoppel | 1     | Ricky Subagja / Rudy Gunawan     |
| 1993      | Indonesia Open    | Mixed        | 1     | Gunawan / Rosiana Tendean        |
| 1993      | Hong Kong Open    | Mixed        | 1     | Gunawan / Rosiana Tendean        |
| 1993      | China Open        | Herrendoppel | 1     | Gunawan / Bambang Suprianto      |
| 1993      | Polish Open       | Mixed        | 1     | Rudy Gunawan / Rosiana Tendean   |
| 1994      | Asienspiele       | Mixed        | 3     | Gunawan / Elysa                  |
| 1994      | Thomas Cup        | Team         | 1     | Indonesien                       |
| 1994      | All England       | Herrendoppel | 1     | Rudy Gunawan / Bambang Suprianto |
| 1995      | Indonesia Open    | Herrendoppel | 1     | Gunawan / Bambang Suprianto      |
| 1996      | Japan Open        | Herrendoppel | 2     | Gunawan / Bambang Suprianto      |
| 1996      | Thomas Cup        | Team         | 1     | Indonesien                       |